# Uba
Uba (rusky Уба) je řeka ve Východokazachstánské oblasti v Kazachstánu. Je 278 km dlouhá. Povodí má rozlohu 9 850 km².

## Průběh toku
Vzniká soutokem řek Bílá Uba a Černá Uba, které pramení v Rudném Altaji. Na horním toku protéká mnoha peřejemi a na dolním toku se rozlévá na ramena. Je pravým přítokem Irtyše (povodí Obu).

## Vodní režim
Zdroj vody je smíšený s převahou sněhového. Nejvyšší úrovně hladiny dosahuje od dubna do poloviny července. Průměrný roční průtok vody 8 km od ústí je 177 m³/s. Zamrzá v listopadu až na začátku prosince a rozmrzá v dubnu až na začátku května.
Průměrné měsíční průtoky řeky ve stanici Šemonaicha v letech 1954 až 1987:

## Využití
Je splavná. Leží na ní město Šemonaicha.